# Polihalogén-ionok
A polihalogén-ionok kizárólag halogénekből álló többatomos kationok és anionok. Ezek közt vannak egy halogénfajtát tartalmazó izo- és több halogénfajtát tartalmazó heteropolihalogén-ionok.

## Fajtái
Számos polihalogén-ion ismert, melyek vegyületeit sikeresen izolálták és jellemezték. Az alábbi táblázatokban az ismert ionok vannak.
| 2 atom    | Cl+2, Br+2, I+2 |
| 3 atom    | Cl+3, Br+3, I+3 |
| 4 atom    | Cl+4, I2+4      |
| 5 atom    | Br+5, I+5       |
| 7 atom    | I+7             |
| Több atom | I3+15           |

| 3 atom | ClF+2, Cl2F+, BrF+2, IF+2, ICl+2, IBrCl+, IBr+2, I2Cl+, I2Br+ |
| 5 atom | ClF+4, BrF+4, IF+4, I3Cl+2                                    |
| 7 atom | ClF+6, BrF+6, IF+6                                            |

| 3 atom    | Cl−3, Br−3, I−3                                                                 |
| 4 atom    | Br2−4, I2−4                                                                     |
| 5 atom    | I−5                                                                             |
| 7 atom    | I−7                                                                             |
| 8 atom    | Br2−8, I2−8                                                                     |
| Több atom | I−9, I2−10, I4−10, I−11, I2−12, I3−13, I2−16, I2−22, I3−26, I4−26, I4−28, I3−29 |

| 3 atom | ClF−2, BrF−2, BrCl−2, IF−2, ICl−2, IBrF−, IBrCl−, IBr−2, I2Cl−, I2Br−, AtBrCl−, AtBr−2, AtICl−, AtIBr−, AtI−2 |
| 5 atom | ClF−4, BrF−4, IF−4, ICl3F−, ICl−4, IBrCl−3, I2Cl−3, I2BrCl−2, I2Br2Cl−, I2Br−3, I4Cl−, I4Br−                  |
| 6 atom | IF2−5 |
| 7 atom | ClF−6, BrF−6, IF−6, I3Br−4                                                                                    |
| 9 atom | IF−8 |

1. ↑  A Cl+2 csak Cl2O2+2-ként létezhet alacsony hőmérsékleten, mely töltésátvivő komplex az oxigén és a Cl+2 közt. A Cl+2 csak elektronikus sávspektruma révén ismert.
2. ↑  A I+7 léte lehetséges, de bizonytalan.

## Szerkezet

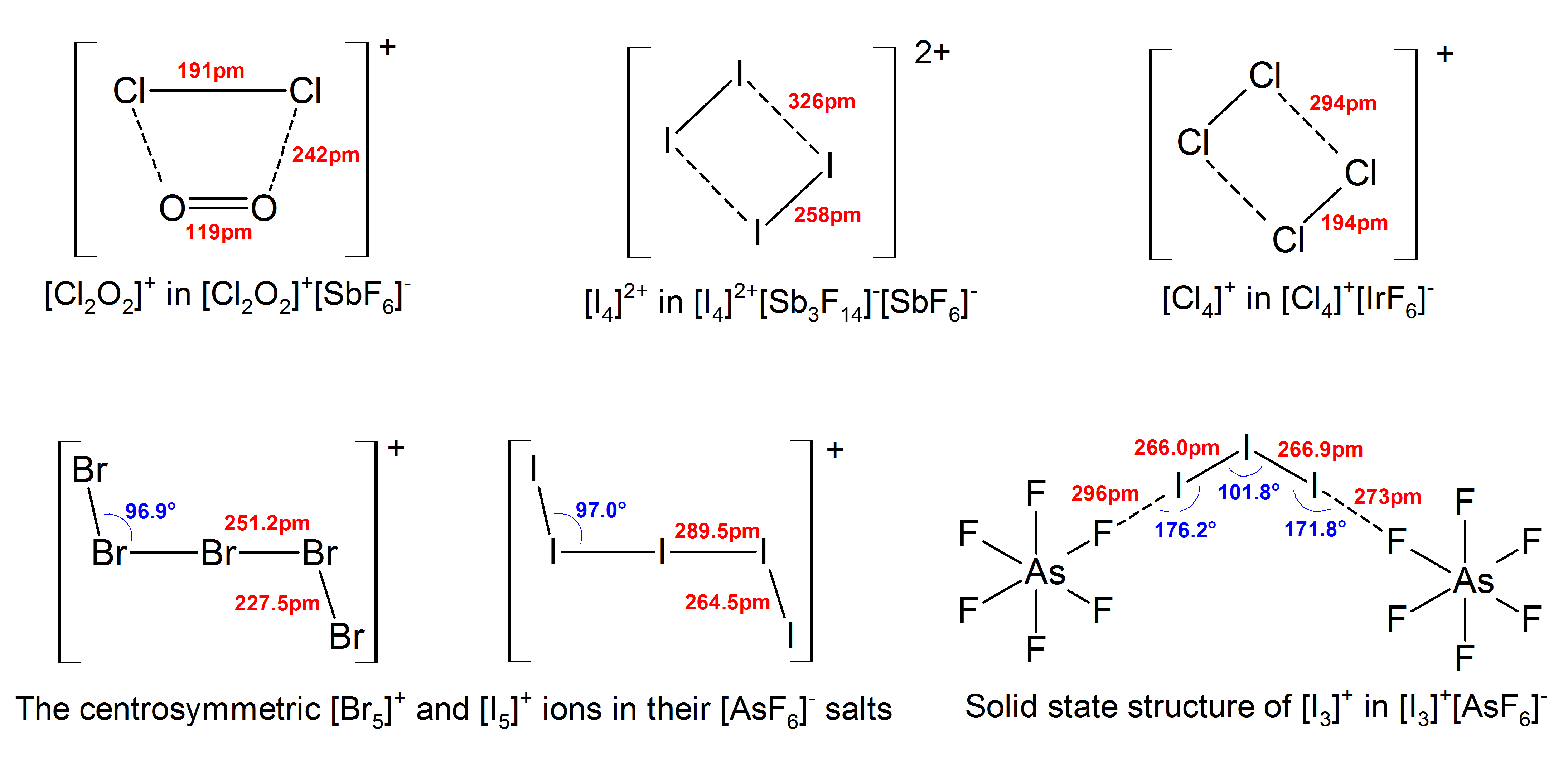
Néhány izopolihalogén-kation szerkezete

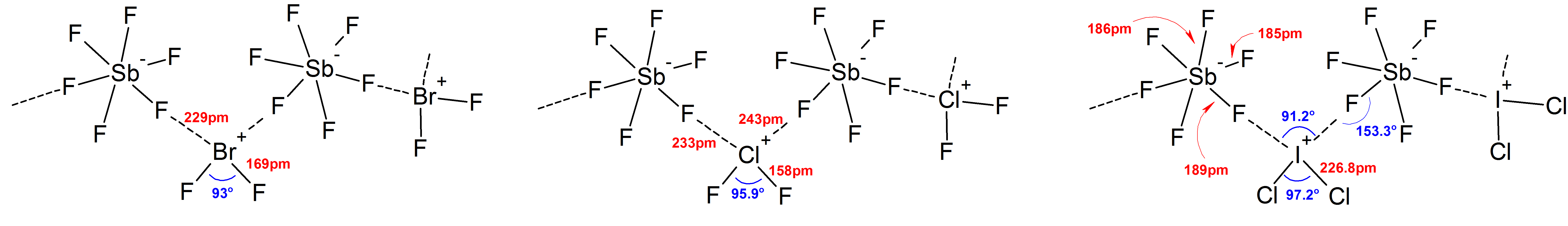
A BrF_{2}^{+}, ClF_{2}^{+} és ICl_{2}^{+} szerkezete SbF_{6}^{−}-sóikban

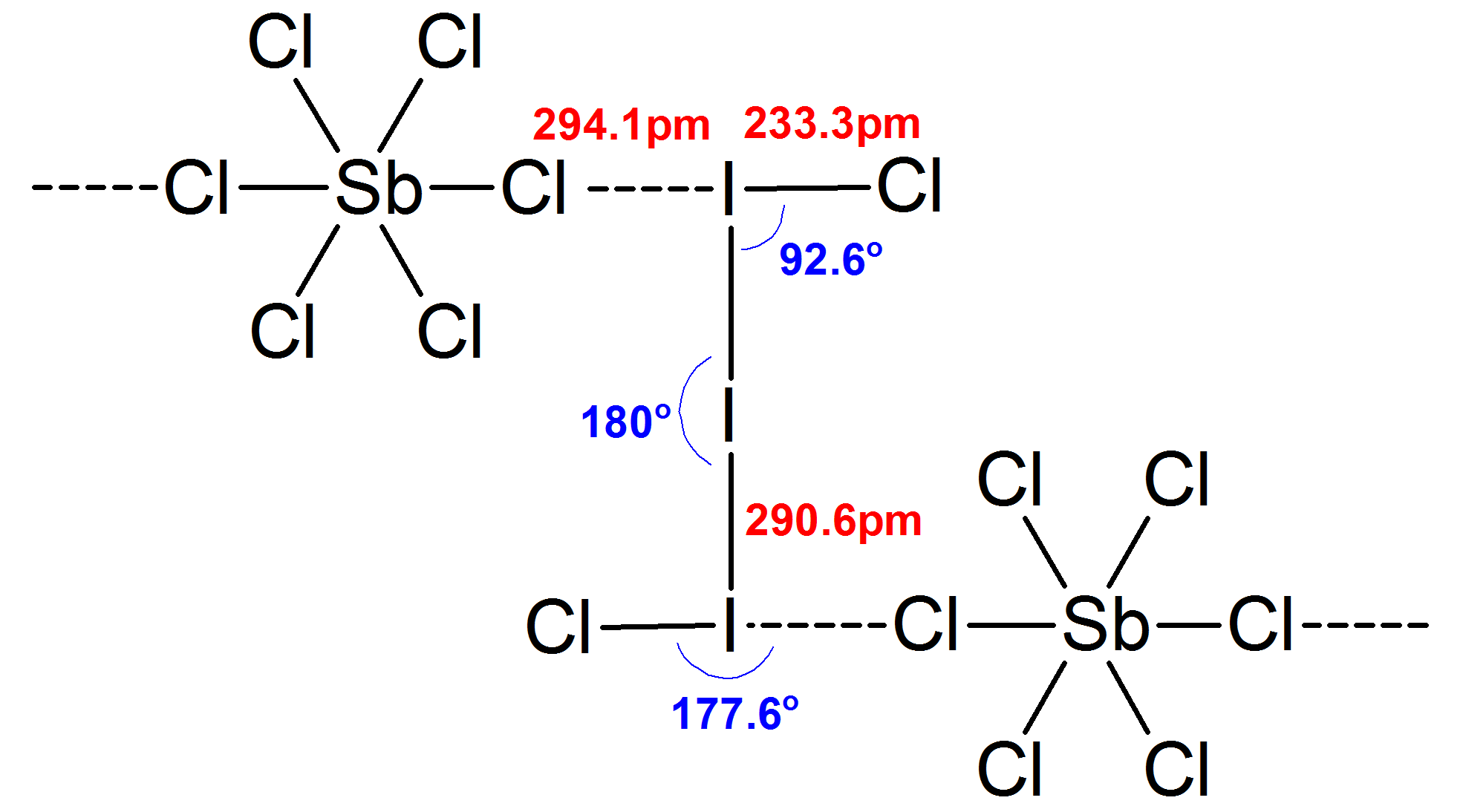
A I_{3}Cl_{2}^{+} szerkezete a I_{3}Cl_{2}AsCl_{6}-ban

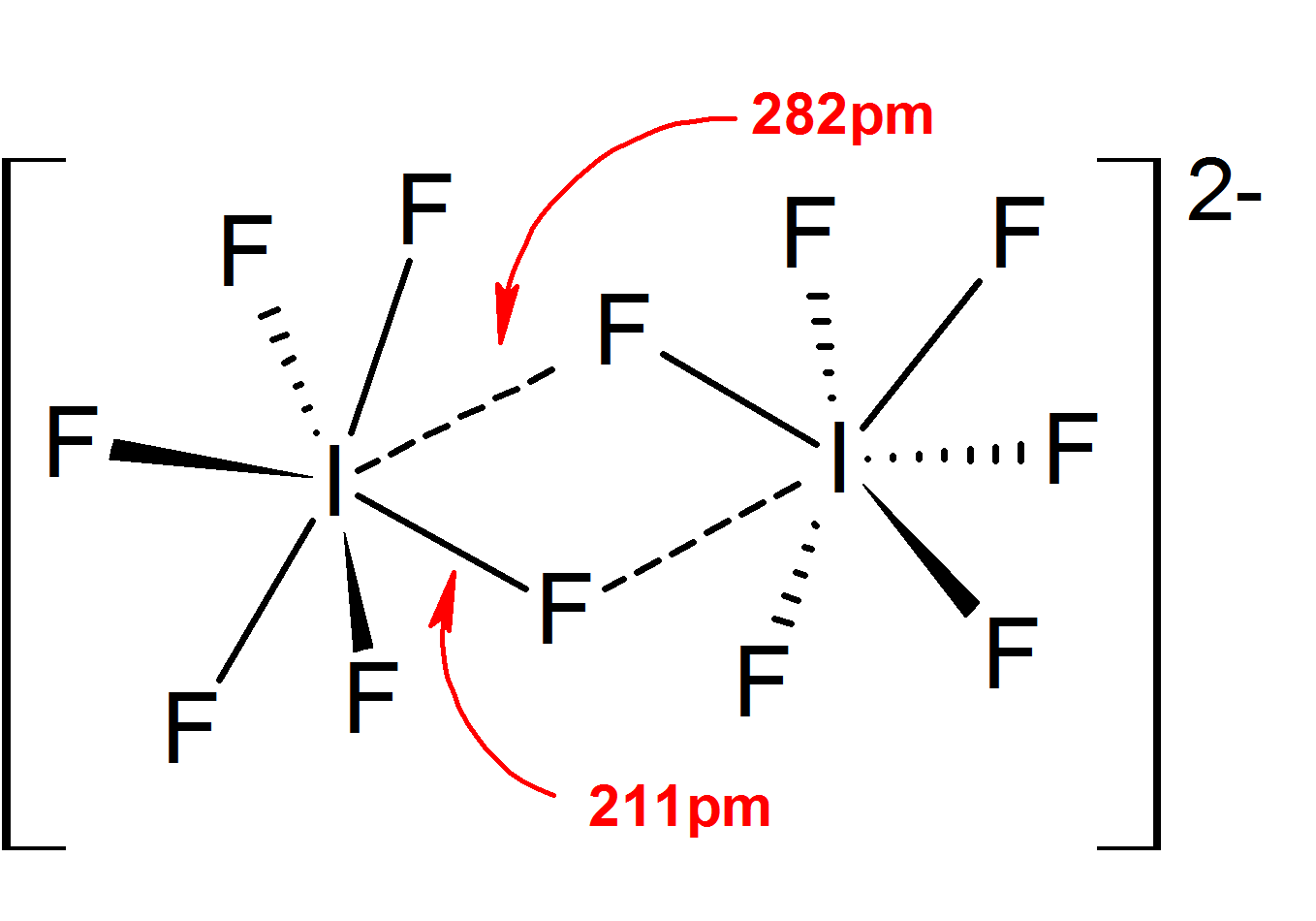
A I_{2}F_{12}^{2−} dimer szerkezete a Me_{4}NIF_{6}-ban

A legtöbb ion szerkezetét IR-, Raman-spektroszkópia vagy röntgenkrisztallográfia révén határozták meg. A polihalogén-ionokban mindig a legkevésbé elektronegatív és legnehezebb halogén van középen, így néha az ion aszimmetrikus. Például a Cl2F+ szerkezete [Cl–Cl–F]+, nem [Cl–F–Cl]+.
Általában a legtöbb hetero- és a kisebb izopolihalogén-ion szerkezete a VSEPR-modellnek megfelel. Azonban vannak kivételes esetek: ha a központi atom nehéz, és 7 magányos elektronpárja van, például a BrF−6 és IF−6 esetén, a fluoridligandumok szabályos oktaéderben rendeződnek el a sztereokémiailag inert magányos elektronpárok miatt. További eltérések találhatók a szilárd vegyületek szerkezeteiben erős kation-anion kölcsönhatások miatt, ez a vibrációs spektroszkópiai eredmények értelmezését nehezíti. Minden polihalogén-aniont tartalmazó sóban halogénhidak révén közel van az anion a kationhoz. Például szilárd állapotban a IF−6 nem szabályos oktaéder, ami a (CH3)4NIF6-ban is megjelenik, ahol lazán kötött I2F2−11 dimerek vannak jelen. Jelentős kation-anion kölcsönhatások vannak a BrF2SbF6-ban, a ClF2SbF6-ban és a BrF4Sb6F11-ben is.
| Lineáris vagy majdnem lineáris | ClF−2, BrF−2, BrCl−2, IF−2, ICl−2, IBr−2, I2Cl−, I2Br−        |
| V alakú                        | ClF+2, Cl2F+, BrF+2, IF+2, ICl+2, I2Cl+, IBr+2, I2Br+, IBrCl+ |
| Négyzetes                      | ClF−4, BrF−4, IF−4, ICl−4                                     |
| Diszfenoid                     | ClF+4, BrF+4, IF+4                                            |
| Ötszög                         | IF2−5                                                         |
| Oktaéder                       | ClF+6, BrF+6, IF+6, ClF−6, BrF−6, IF−6                        |
| Négyzetes antiprizma           | IF−8                                                          |

1. ↑  Ez egyike a két XYn képletű ötszögletű ionnak, a másik a XeF−5.

A I3Cl+2 és I3Br+2 ionok transz-Z alakú szerkezete analóg a I+5-éval.

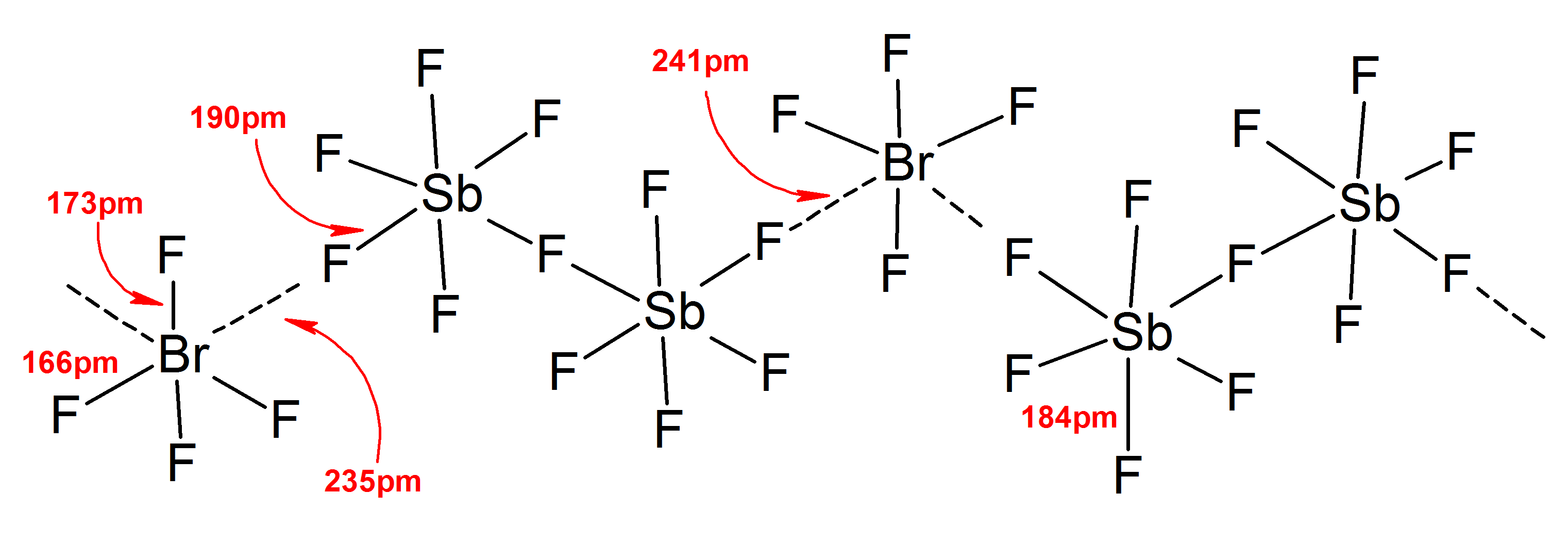
A BrF_{4}^{+} szerkezete a BrF_{4}Sb_{2}F_{11}-ban

### Nagyobb polijodidok
A polijodidionok szerkezete összetettebb. A diszkrét polijodidok általában lineáris jódatom- és jodidion-sorozatokból állnak, és a I2, I− és I−3 asszociáltjainak tekinthetők, ami a polijodidok eredetét mutatja. Szilárd állapotban a polijodidok kölcsönhathatnak egymással láncokat, gyűrűket vagy összetettebb 2 és 3 dimenziós hálózatokat alkotva.

## Kötések
A polihalogén-ionok kötései nagyrészt a p-orbitálokat használják. Jelentős d-orbitál-részvétel valószínűtlen, mivel sok energia kell hozzá, és a jódvegyületekben némi s-orbitál-részvétel várható a hatástalanpár-hatás miatt Mössbauer-spektroszkópia alapján. Azonban egyetlen kötésmodell se tudta még a kötéshosszok és -szögek ily széles tartományát megmagyarázni.
A X2 X+2-ná ionizálásakor egy elektron eltűnik a lazító orbitálról, így a kötésrend és -erősség nagyobb, az atomok távolsága kisebb a semleges X2-molekulához képest.
A lineáris vagy majdnem lineáris 3 atomos polihalogenidek kötései gyengébbek és hosszabbak a megfelelő kétatomos interhalogénhez vagy halogénhez képest, mely megfelel az atomok nagyobb taszításának, ahogy a halogenid a semleges molekulához kerül. A rezonanciaelméletet használó modell szerint például a ICl−2 tekinthető az alábbi formák rezonanciahibridjének:
Ezt erősítik a kötéshosszok (a ICl−2 esetén 255, a ICl(g) esetén 232 pm) és a kötésnyúlási hullámszámok (267 és 222 cm–1 a szimmetrikus, illetve aszimmetrikus nyúlásnál a ICl−2 esetén, 384 cm–1 a ICl esetén), ami alapján a ICl−2 kötéseinek rendje nagyjából 0,5, ami a rezonanciaelméletet használó értelmezésnek megfelel. Más XY−2 3 atomos ionok hasonlóan értelmezhetők.
Bár kisebb a kötésrend, mindhárom halogén szorosan kapcsolódik. A trifluorid 0,5 kötésrendű F–F kötésének erőssége 30 kcal/mol, mindössze 8 kcal/mol-lal kisebb a kétatomos fluor 1 kötésrendű F–F kötésénél.

## Szintézis
A polihalogén-ionok a megfelelő interhalogének vagy halogének disszociációjának tekinthetők:
- {\displaystyle {\ce {2 XY_n<=>XY_{n-1}+ +XY_{n+1}-}}}
- {\displaystyle {\ce {3 X2<=>X3+ +X3-}}}
- {\displaystyle {\ce {4 X2<=>X5+ +X3-}}}
- {\displaystyle {\ce {5 X2<=>2 X2+ +2 X3-}}}

### Polihalogén-kationok
A polihalogén-kationok szintézisére két gyakori módszer van:
- A megfelelő (inter)halogén reakciója Lewis-savval (például bór-, alumínium-, foszfor-, arzén-, antimon-halogenidek) inert vagy oxidáló oldószerrel vagy oldószer nélkül heteropolihalogén-kationt adva ({\displaystyle {\ce {XY_n + MY_m ->XY_{n-1}+ +MYY_{m+1}-}}})
- Oxidatív folyamattal, ahol a halogén vagy interhalogén oxidálószerrel és Lewis-savval reagál a kationt adva ({\displaystyle {\ce {Cl2 + ClF +AsF5 ->Cl3AsF6}}})

Egyes esetekben a Lewis-sav (a fluoridakceptor) működik oxidálószerként:
{\displaystyle {\ce {3 I2 + 3 SbF5 -> 2I3SbF6 + SbF3}}}
Általában az első módszert használják heteropolihalogén-kationokhoz, és a második használható mindegyikre. Az oxidatív folyamat a IBr+2, ClF+6, BrF+6 kationok előállításához is használható, mivel a megfelelő interhalogének (IBr3, ClF7, BrF7) előállítása nem történt meg:
{\displaystyle {\ce {Br2 +IOSO2F ->IBr2SO3F}}}
{\displaystyle {\ce {2 ClF5 +2 PtF6 ->ClF6PtF6 +ClF4PtF6}}}
{\displaystyle {\ce {BrF5 +KrFAsF6 ->BrF6AsF6 +Kr}}}
Egyes ilyen ionok szintézisét összegzi az alábbi táblázat egyenletekkel:
| Ion                | Megfelelő egyenlet                                                            | További feltételek                                    |
| ------------------ | ----------------------------------------------------------------------------- | ----------------------------------------------------- |
| Cl+2 (Cl2O+2-ként) | {\displaystyle {\ce {Cl2 +O2SbF6 ->Cl2O2SbF6}}}                               | vízmentes HF-ban alacsony hőmérsékleten               |
| Br+2               | {\displaystyle {\ce {Br2 +3 SbF5 +F- ->Br2Sb3F16 +e-}}}                       | szobahőmérsékleten                                    |
| I+2                | {\displaystyle {\ce {2 I2 +S2O6F2 ->2 I2SO3F}}}                               | HOSO2F-ban                                            |
| Cl+3               | {\displaystyle {\ce {Cl2 +ClF +AsF5 ->Cl3AsF6}}}                              | 195 K-en (–78 °C)                                     |
| Br+3               | {\displaystyle {\ce {3 Br2 +2 O2AsF6 -> 2 Br3AsF6 +2 O2}}}                    |                                                       |
| I+3                | {\displaystyle {\ce {3 I2 +S2O6F2 ->2 I3SO3F}}}                               |                                                       |
| Cl+4               | {\displaystyle {\ce {2 Cl2 +IrF6 ->Cl4IrF6}}}                                 | vízmentes HF-ban, 193 K (–80 °C) alatti hőmérsékleten |
| I2+4               | {\displaystyle {\ce {2 I2 +3 AsF5 ->I4(AsF6)2 +AsF3}}}                        | folyékony kén-dioxidban                               |
| Br+5               | {\displaystyle {\ce {8 Br2 +3XeFAsF6 ->3 Br5AsF6 +3 Xe +BrF3}}}               |                                                       |
| I+5                | {\displaystyle {\ce {2 I2 +ICl +AlCl3 ->I5AlCl4}}}                            |                                                       |
| I+7                | {\displaystyle {\ce {7 I2 +S2O6F2 ->2 I7SO3F}}}                               | feltételezett                                         |
| ClF+2              | {\displaystyle {\ce {ClF3 +AsF5 ->ClF2AsF6}}}                                 |                                                       |
| Cl2F+              | {\displaystyle {\ce {2 ClF +AsF5 ->Cl2FAsF6}}}                                | {\displaystyle T<197\ \mathrm {K} }                   |
| BrF+2              | {\displaystyle {\ce {5 BrF3 +2 Au ->3 BrF +2BrF2AuF4}}}                       | többlet BrF3-dal                                      |
| IF+2               | {\displaystyle {\ce {IF3 +AsF5 ->IF2AsF6}}}                                   |                                                       |
| ICl+2              | {\displaystyle {\ce {ICl3 +SbCl5 ->ICl2SbCl6}}}                               |                                                       |
| IBr+2              | {\displaystyle {\ce {Br2 +IOSO2F ->IBr2SO3F}}}                                |                                                       |
| ClF+4              | {\displaystyle {\ce {ClF5 +SbF5 ->ClF4SbF6}}}                                 |                                                       |
| BrF+4              | {\displaystyle {\ce {BrF5 +AsF5 ->BrF4AsF6}}}                                 |                                                       |
| IF+4               | {\displaystyle {\ce {IF5 +2 SbF5 ->IF4Sb2F11}}}                               |                                                       |
| ClF+6              | {\displaystyle {\ce {Cs2NiF6 +5 AsF5 +ClF5 ->ClF6AsF6 +Ni(AsF6)2 +2 CsAsF6}}} |                                                       |
| BrF+6              | {\displaystyle {\ce {KrFAsF6 +BrF5 ->BrF6AsF6 +Kr}}}                          |                                                       |
| IF+6               | {\displaystyle {\ce {IF7 +BrF3 ->IF6BrF4}}}                                   |                                                       |

### Polihalogén-anionok
Polihalogén-anionokhoz két általános előállítási módszer van:
- Interhalogén vagy halogén Lewis-bázissal való reakciójával:
{\displaystyle {\ce {(CH3CH2)4NY + XY_{n}-> (CH3CH2)4NXY_{n\ +\ 1}}}}
{\displaystyle {\ce {X2 + X- ->X3-}}}
- Egyszerű halogenidek oxidációjával:
{\displaystyle {\ce {KI +Cl2 ->KICl2}}}

Egyes ilyen ionok előállítását tartalmazza az alábbi táblázat egyenletekkel:
| Ion                              | Reakció                                                                 | További feltételek                                                                                           |
| -------------------------------- | ----------------------------------------------------------------------- | --- |
| X−3 (X = Cl, Br, I)              | {\displaystyle {\ce {X2 +X- ->X3-}}} (X = Cl, Br, I)                    | |
| Br−3                             | {\displaystyle {\ce {Br2 +(CH3CH2CH2CH2)4NBr ->(CH3CH2CH2CH2)4NBr3}}}   | 1,2-diklóretánban vagy folyékony kén-dioxidban. Oldatban nincs Br−3, az csak kikristályosodáskor keletkezik. |
| Br−5                             | {\displaystyle {\ce {2 Br2 +(CH3CH2CH2CH2)4NBr ->(CH3CH2CH2CH2)4NBr5}}} | 1,2-diklóretánban vagy folyékony kén-dioxidban brómfelesleggel                                               |
| ClF−2                            | {\displaystyle {\ce {ClF + CsF ->CsClF2}}}                              | |
| BrCl−2:v1p294                    | {\displaystyle {\ce {Br2 +Cl2 +2 CsCl ->2 CsBrCl2}}}                    | |
| ICl−2:v1p295                     | {\displaystyle {\ce {KI +Cl2 ->KICl2}}}                                 | |
| IBr−2:v1p297                     | {\displaystyle {\ce {CsI +Br2 ->CsIBr2}}}                               | |
| AtXY− (X = I, Br, Cl; Y = I, Br) | {\displaystyle {\ce {AtY +X- ->AtXY-}}} (X = I, Br, Cl; Y = I, Br)      | |
| ClF−4                            | {\displaystyle {\ce {ClF3 +ONF ->NOClF4}}}                              | |
| BrF−4                            | {\displaystyle {\ce {6 KCl +8 BrF3 ->6 KBrF4 +3 Cl2 +Br2}}}             | BrF3-felesleggel                                                                                             |
| IF−4                             | {\displaystyle {\ce {2 XeF2 +(CH3)4NI ->(CH3)4NIF4 +2 Xe}}}             | 242 K-en keverve, majd 298 K-re hevítve                                                                      |
| ICl−4:v1p298                     | {\displaystyle {\ce {KI +2 Cl2 ->KICl4}}}                               | |
| IF2−5                            | {\displaystyle {\ce {IF3 +2 (CH3)4NF ->((CH3)4N)2IF5}}}                 | |
| IF−6                             | {\displaystyle {\ce {IF5 +CsF ->CsIF6}}}                                | |
| I3Br−4                           | {\displaystyle {\ce {Ph4PBr +3 IBr ->Ph4PI3Br4}}}                       | |
| IF−8                             | {\displaystyle {\ce {IF7 +(CH3)4NF ->(CH3)4NIF8}}}                      | acetonitrilben                                                                                               |

A nagyobb polijodidok bizonyos koncentrációjú I− és I2 oldatának kristályosításával keletkeznek. Például a KI3·H2O megfelelő mennyiségű I2 és KI telített oldatának hűtésekor kristályosodik ki.:v1p294

## Jellemzők

### Stabilitás
Általában egy nagy kation vagy anion (például Cs+ és SbF−6) segíthet a polihalogén-ionok stabilizálásában, mivel a kitöltött tér nagyobb.
A polihalogén-kationok erős oxidálószerek, amit az is jelez, hogy csak oxidatív folyadékokban állíthatók elő. A legoxidatívabbak, így a leginstabilabbak a X+2 és a XF+6 {\displaystyle {\ce {(X=Cl, Br)}}}, majd a X+3 és az IF+6. 
A X+2-sók {\displaystyle {\ce {(X=Br, I)}}} termodinamikailag stabilak. Azonban oldatban stabilitásuk az oldószertől függ. Például a I+2 fluor-antimonsavban (HF + 0,2 NSbF5, {\displaystyle H_{0}=-20{,}65}) stabil, gyengébb fluoridakceptorok, például NbF5, TaF5 és NaF esetén I2-ra, I+3-ra és I+5-ra bomlik:
{\displaystyle {\ce {14 I2+ + 5 F- -> 9 I3+ + IF5}}}
Azonos kationok polihalogenidjei közül általában a nehezebb központi atomot tartalmazók stabilabbak, és a szimmetrikus ionok stabilabbak az aszimmetrikusaknál, így az anionok stabilitásának sorrendje:
{\displaystyle {\ce {I3- >IBr2- >ICl2- >Br3- >BrCl2- >Br2Cl-}}}
3-nál nagyobb koordinációs számú heteropolihalogén-ionok csak fluoridligandumokkal léteznek.

### Szín
A legtöbb polihalogén-ion intenzív színű, a nehezebb elemek sötétebb színűek. A keményítő-jód komplex az amilózba kerülő I−5 ionok miatt sötétkék. Néhány gyakori ion színe:
- a fluorokationok gyakran színtelenek vagy halványsárgák, más heteropolihalogén-ionok narancssárgák, vörösek vagy bíborszínűek[4]
- a ICl+2 vegyületei borvöröstől világos narancsig, a I2Cl+-éi sötétbarnától bíborfeketéig terjednek
- a Cl+3 sárga
- a Cl+4 kék[2]
- a Br+2 cseresznyevörös
- a Br+3 barna
- a Br+5 sötétbarna
- a I+2 világoskék
- a I+3 sötétbarna–fekete
- a I2+4 vörösbarna
- a I+5 zöld vagy fekete, a I5AlCl4 zöldesfekete tűkként jelenik meg vékony vörösbarna részekkel
- a I+7 fekete, ha a I7SO3F-ban való léte igazolva van
- a I3+15 fekete[5]
- a ICl−2 skarlátvörös
- a ICl−4 aranysárga
- a polijodidok nagyon sötétek, sötétbarnák vagy sötétkékek

### Jellemzők
A heteropolihalogén-kationok robbanásszerűen reagálnak, gyakran a megfelelő interhalogéneknél reaktívabbak, és reduktív útvonalakon bomlanak. Mint a legmagasabb (+7) oxidációs számból is látható, a ClF+6, BrF+6 és IF+6 erős oxidálószerek, amit az alábbi reakciók mutatnak be:
{\displaystyle {\ce {2 O2 +2 BrF6AsF6 ->2 O2AsF6 + 2 BrF5 +F2}}}
{\displaystyle {\ce {Rn + IF6SbF6 ->RnFSbF6 + IF5}}}
Az alacsonyabb oxidációs számú polihalogén-kationok gyakran bomlanak. Például a Cl2F+ oldatban instabil, és gyorsan bomlik HF/SbF5-keverékben még 197 K-en is:
{\displaystyle {\ce {2 Cl2F+ ->ClF2+ + Cl3+}}}
A I+2 reverzibilisen dimerizálódik 193 K-en, amit a paramágneses I+2 kék színéből a diamágneses I2+4 vörösbarna színébe való átmenet, a mágneses szuszceptibilitás és a vezetőképesség csökkenése jelez 193 K alatt:
{\displaystyle {\ce {2 I2+ <=> I4(2+)}}}
A dimerizáció oka a félig feltöltött π* orbitálok átfedése lehet a I+2-ban.
A Cl+4 a Cl4IrF6-ban a I2+4 analógja, de 195 K-en Cl2-ra és Cl+3-sókra bomlik.
A ClF7 és BrF7 ClF+6 és BrF+6 ONF-dal való fluorozásával való előállítására tett kísérletek sikertelenek voltak, mert az alábbi reakciók történtek:
{\displaystyle {\ce {ClF6PtF6 + ONF ->NOPtF6 + ClF5 + F2}}}
{\displaystyle {\ce {BrF6AsF6 + 2 ONF ->NOAsF6 + NOBrF6 + F2}}}
Az anionok a kationoknál kevésbé reaktívak, és általában gyengébb oxidálószerek a megfelelő interhalogéneknél. Kevésbé reagálna szerves vegyületekkel, és egyes sóik nagyon hőstabilak. A {\displaystyle {\ce {M+X_{m}Y_{n}Z_{p}-}}} képletű polihalogenidek, ahol {\displaystyle m+n+p\in \{3,5,7,9\cdots \}}, jellemzően {\displaystyle {\ce {M+}}} monohalogenidjévé bomlanak, amelyben a halogén a legelektronegatívabb, így a monohalogenid rácsenergiája a lehető legnagyobb. A másik termék általában interhalogén. A {\displaystyle {\ce {(CH3)4NClF4}}} 100 °C körül bomlik, és a {\displaystyle {\ce {ClF6-}}}-sók instabilak, és akár –31 °C-on is robbanhatnak.

## Fordítás
Ez a szócikk részben vagy egészben  a   Polyhalogen ions című angol Wikipédia-szócikk ezen változatának fordításán alapul.  Az eredeti cikk szerkesztőit annak laptörténete sorolja fel. Ez a jelzés csupán a megfogalmazás eredetét és a szerzői jogokat jelzi, nem szolgál a cikkben szereplő információk forrásmegjelöléseként.